# Tổng thống Nga
Tổng thống Liên bang Nga (tiếng Nga: Президент Российской Федерации, chuyển tự: Prezident Rossiyskoy Federatsii) là nguyên thủ quốc gia thực hiện quyền hành pháp của Nga. Tổng thống là chủ tịch Hội đồng Nhà nước Liên bang và là tổng tư lệnh tối cao của Lực lượng Vũ trang Liên bang Nga.
Chức vụ tổng thống hiện đại bắt nguồn từ chức vụ tổng thống Cộng hòa Xã hội chủ nghĩa Xô viết Liên bang Nga. Năm 1991, Boris Yeltsin trúng cử tổng thống Cộng hòa Xã hội chủ nghĩa Xô viết Liên bang Nga, là người đầu tiên không phải là đảng viên Đảng Cộng sản Liên Xô được bầu vào một chức vụ quan trọng của Liên Xô. Ông đóng vai trò quan trọng trong sự giải thể Liên Xô và sự thành lập Liên bang Nga từ Cộng hòa Xã hội chủ nghĩa Xô viết Liên bang Nga. Sau cuộc khủng hoảng hiến pháp Nga năm 1993 về một loạt vụ bê bối và khả năng lãnh đạo của Yeltsin, Hiến pháp Nga được ban hành vào năm 1993 vẫn có hiệu lực cho đến hiện tại. Hiến pháp thành lập một hệ thống bán tổng thống, trong đó Chính phủ Nga thực hiện quyền hành pháp, tách biệt khỏi tổng thống.
Trong trường hợp tổng thống không làm việc được thì thủ tướng giữ quyền tổng thống.
Tổng thống có những nhiệm vụ và quyền hạn sau đây: thi hành luật liên bang, bổ nhiệm bộ trưởng, thẩm phán và đàm phán điều ước quốc tế. Tổng thống cũng có quyền ân xá và hoãn thi hành án liên bang, triệu tập và ngừng kỳ họp bất thường của Quốc hội Liên bang trong những trường hợp đặc biệt. Tổng thống cũng bổ nhiệm thủ tướng và chỉ đạo chính sách đối nội cùng với thủ tướng.
Tổng thống được bầu trực tiếp với nhiệm kỳ sáu năm. Trước đây, Hiến pháp Nga hạn chế tổng thống không được giữ chức vụ quá hai nhiệm kỳ liên tiếp nhưng hạn chế này đã bị các sửa đổi hiến pháp năm 2020 thay đổi. Một trong những sửa đổi hiến pháp cho phép Vladimir Putin và Dmitry Medvedev giữ chức vụ tổng thống thêm hai nhiệm kỳ bất kể số lượng nhiệm kỳ trước đó. Tổng cộng đã có ba người giữ chức vụ tổng thống. Tháng 5 năm 2012, Vladimir Putin trở thành tổng thống thứ tư; ông được tái cử vào tháng 3 năm 2018 và tháng 3 năm 2024.

## Lịch sử
Sau Cách mạng Tháng Hai, Quốc hội Lập hiến Nga được bầu vào năm 1917. Quốc hội Lập hiến tuyên bố thành lập Cộng hòa Liên bang Dân chủ Nga vào tháng 1 năm 1918 và dự liệu một chế độ cộng hòa liên bang tổng thống chế hoặc bán tổng thống chế, trong đó tổng thống là nguyên thủ quốc gia do quốc hội bầu ra theo quá nửa số thành viên của cả hai viện, nhiệm kỳ là một năm. Tuy nhiên, Quốc hội Lập hiến bị Bolshevik giải tán và một chế độ độc tài một đảng được thành lập nên không có ai được bầu vào chức vụ tổng thống.
Boris Yeltsin lên nắm quyền với làn sóng kỳ vọng lớn không lâu trước khi Liên Xô sụp đổ. Tháng 5 năm 1990, ông được bầu làm chủ tịch Xô viết Tối cao Cộng hòa Xã hội chủ nghĩa Xô viết Liên bang Nga và trở thành nguyên thủ quốc gia. Sau khi chức vụ tổng thống Liên Xô được thành lập, các nước cộng hòa của Liên Xô cũng bắt đầu áp dụng chế độ tổng thống. Trong cuộc trưng cầu ý dân Nga năm 1991, 71% cử tri bỏ phiếu ủng hộ việc thành lập chức vụ tổng thống dân cử. Ngày 12 tháng 6 năm 1991, Yeltsin trúng cử tổng thống Cộng hòa Xã hội chủ nghĩa Xô viết Liên bang Nga với 57% số phiếu bầu, trở thành tổng thống Nga đầu tiên được nhân dân bầu ra. Tuy nhiên, Yeltsin đánh mất sự ủng hộ sau một loạt các cuộc khủng hoảng kinh tế chính trị vào thập niên 1990. Nhiệm kỳ của Yeltsin được đánh dấu bằng nạn tham nhũng tràn lan, sự sụp đổ kinh tế và những vấn đề chính trị xã hội to lớn. Vào thời điểm mãn nhiệm, Yeltsin có tỷ lệ ủng hộ là 2% theo một số ước tính.
Trong suốt nhiệm kỳ tổng thống và nhiệm kỳ thủ tướng thứ hai, Vladimir Putin luôn có tỷ lệ ủng hộ cao từ dư luận Nga. Nền kinh tế Nga phục hồi sau khủng hoảng với tổng sản phẩm nội địa tăng 72% theo sức mua tương đương, tỷ lệ nghèo giảm hơn một nửa và mức lương trung bình hàng tháng tăng 150% theo GDP thực tế. Tuy nhiên, ông bị những người bất đồng chính kiến tại Nga, chính phủ nước ngoài và tổ chức nhân quyền chỉ trích về cách giải quyết các xung đột ở Chechnya và Dagestan, hồ sơ nhân quyền, mối quan hệ với các nước cộng hòa của Liên Xô cũ và mối quan hệ với những đầu sỏ có quyền lực, ảnh hưởng cao trong chính phủ và nền kinh tế Nga. Điện Kremlin coi đây là một loạt các cuộc tấn công tuyên truyền chống Nga do những đối thủ phương Tây và các đại gia đầu sỏ lưu vong dàn dựng.
Medvedev được bổ nhiệm làm phó thủ tướng thứ nhất vào ngày 14 tháng 11 năm 2005. Nguyên là chánh văn phòng của Vladimir Putin, ông cũng là chủ tịch hội đồng quản trị Gazprom nhiệm kỳ thứ hai từ năm 2000. Ngày 10 tháng 12 năm 2007, ông được đảng Nước Nga Thống nhất không chính thức ủng hộ làm ứng cử viên tổng thống trong cuộc bầu cử năm 2008. Ông được chính thức đề cử vào ngày 17 tháng 12 năm 2007. Medvedev được sự ủng hộ của Tổng thống Vladimir Putin và những đảng ủng hộ Putin. Là một nhà kỹ trị và từng là đối thủ của Sergey Ivanov, Medvedev chưa từng giữ chức vụ dân cử nào. Sau khi trúng cử, Medvedev bổ nhiệm Putin làm thủ tướng. Năm 2012, Putin trúng cử tổng thống và bổ nhiệm Medvedev làm thủ tướng.

## Quy trình bầu cử

### Tiêu chuẩn
Ứng cử viên tổng thống phải có quốc tịch Nga, đủ 35 tuổi trở lên, đã thường trú tại Nga ít nhất 25 năm. Sau sửa đổi hiến pháp năm 2020, yêu cầu thời gian thường trú tại Nga tăng từ 10 năm lên 25 năm và ứng cử viên tổng thống không được có quốc tịch nước ngoài hoặc giấy phép cư trú nước ngoài.
Hiến pháp Nga quy định không ai được giữ chức vụ tổng thống quá hai nhiệm kỳ. Trước đây, hiến pháp chỉ giới hạn tổng thống không được giữ chức vụ quá hai nhiệm kỳ liên tiếp. Quy định mới được đưa ra trong sửa đổi hiến pháp năm 2020, cho phép tổng thống đương nhiệm và các nguyên tổng thống giữ chức vụ thêm hai nhiệm kỳ nữa.

### Bầu cử
Bầu cử tổng thống được quy định tại Luật Bầu cử tổng thống và Các đảm bảo cơ bản về quyền bầu cử. Hội đồng Liên bang quyết định tổ chức bầu cử tổng thống.  Trong trường hợp Hội đồng Liên bang không tổ chức bầu cử tổng thống theo đúng thời hạn thì Ủy ban Bầu cử Trung ương tổ chức bầu cử tổng thống. Ngày bầu cử là Chủ Nhật thứ hai của tháng. Mỗi phe phái trong Duma Quốc gia đều có quyền đề cử một ứng cử viên tổng thống.
Nhiệm kỳ tổng thống được kéo dài từ bốn đến sáu năm vào năm 2008 trong thời gian nhiệm kỳ của Dmitry Medvedev. Tổng thống được bầu theo hệ thống hai vòng. Nếu không có ứng cử viên nào giành được quá nửa tổng số phiếu bầu ở vòng đầu tiên, vòng bầu cử thứ hai sẽ được tổ chức giữa hai ứng cử viên có nhiều phiếu bầu nhất. Cuộc bầu cử tổng thống gần đây nhất được tổ chức vào năm 2024 và cuộc bầu cử tiếp theo dự kiến được tổ chức vào năm 2030.

### Nhậm chức

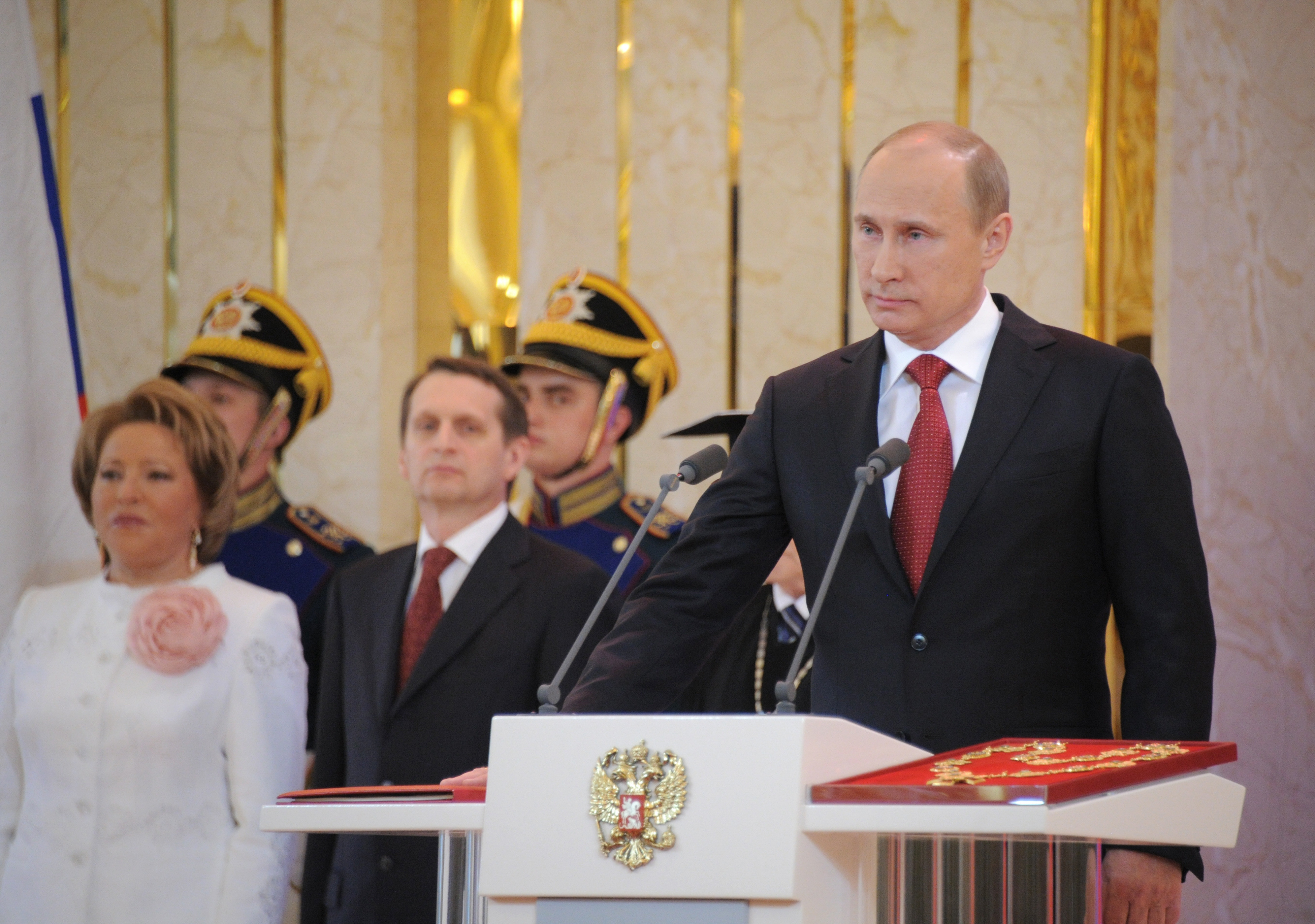
Vladimir Putin tuyên thệ nhậm chức tổng thống vào năm 2012

Điều 82 Hiến pháp Nga quy định tổng thống tuyên thệ nhậm chức như sau:
Tôi xin tuyên thệ khi thực hiện quyền lực của Tổng thống Liên bang Nga, tôi sẽ tôn trọng và bảo vệ các quyền con người và quyền công dân, tuân thủ và bảo vệ Hiến pháp Liên bang Nga, bảo vệ chủ quyền, độc lập, an ninh, toàn vẹn của Nhà nước và trung thành phục vụ nhân dân.

### Khuyết tổng thống
Chức vụ tổng thống bị khuyết trong những trường hợp sau: qua đời, từ chức và bị bãi nhiệm. Trong trường hợp tổng thống không thể thực hiện nhiệm vụ thì thủ tướng giữ quyền tổng thống cho đến khi tổng thống mới được bầu ra.

## Biểu tượng
Sau khi tuyên thệ nhậm chức, tổng thống được trao các biểu tượng của tổng thống để thể hiện chức vụ tổng thống và được sử dụng trong những dịp đặc biệt.

### Dây chuyền tổng thống

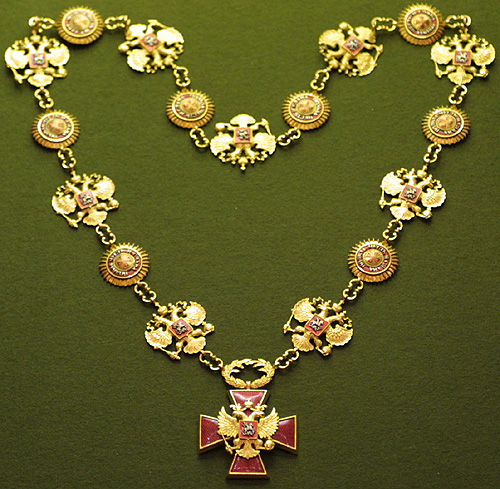
Dây chuyền tổng thống

Dây chuyền tổng thống là biểu tượng đầu tiên được cấp cho tổng thống. Biểu tượng trung tâm của dây chuyền là chữ thập đỏ của Huân chương Công lao Tổ quốc, với hai cánh có kích thước bằng nhau, mang quốc huy Nga. Ở mặt sau của chữ thập là ba chữ "Lợi ích, Danh dự và Vinh quang" trong một vòng tròn. Một vòng hoa vàng kết nối chữ thập với phần còn lại của dây chuyền tổng thống. Dây chuyền có 17 liên kết, trong đó chín liên kết là quốc huy Nga, tám liên kết là dấu hoa thị, cũng mang ba chữ "Lợi ích, Danh dự và Vinh quang". Tại lễ tuyên thệ nhậm chức của Vladimir Putin, dây chuyền tổng thống được đặt trên một chiếc gối đỏ ở phía bên trái của bục phát biểu. Theo trang web của tổng thống, dây chuyền tổng thống ở Điện Kremli và chỉ được sử dụng trong những dịp nhất định.

### Cờ hiệu tổng thống
Cờ hiệu tổng thống là quốc kỳ Nga hình vuông, ở giữa có quốc huy Nga, bên ngoài là viền vàng. Cờ hiệu tổng thống được treo trong văn phòng của tổng thống, tại Điện Kremli, những cơ quan nhà nước khác và trong khi tổng thống di chuyển bằng xe trong nước. Phiên bản cờ hiệu tổng thống có tỷ lệ 2:3 được sử dụng khi tổng thống ở trên biển. Cờ hiệu tổng thống là biểu tượng được sử dụng nhiều nhất để biểu thị sự hiện diện của tổng thống.

### Bản sao đặc biệt của hiến pháp
Tổng thống có một bản sao đặc biệt của Hiến pháp Nga, được sử dụng trong lễ tuyên thệ nhậm chức. Bản sao này có bìa cứng màu đỏ, chữ màu vàng và quốc huy Nga màu bạc. Bản sao đặc biệt được lưu giữ tại Thư viện Tổng thống.

### Nhạc hiệu tổng thống
Nhạc hiệu của tổng thống được cử riêng cho tổng thống khi tổng thống bước vào một địa điểm hoặc tham gia một sự kiện.

## Nhiệm vụ và quyền hạn

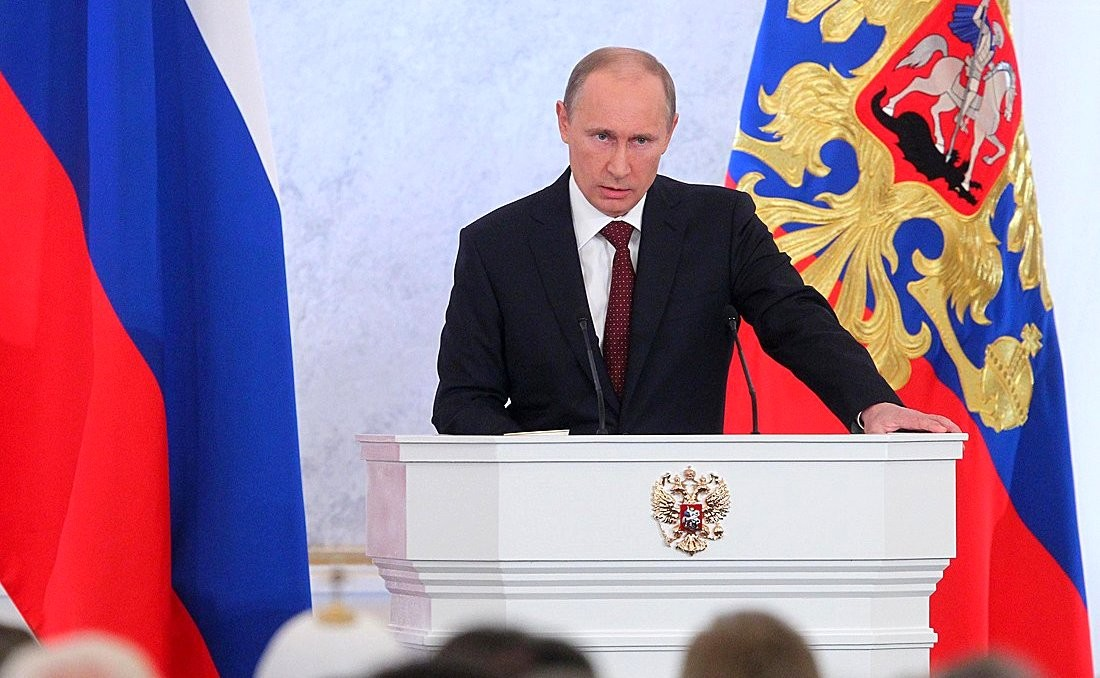
Tổng thống Vladimir Putin phát biểu trước Quốc hội Liên bang Nga vào năm 2012

### Bảo vệ hiến pháp
Tổng thống là người bảo vệ hiến pháp và hệ thống pháp luật, có nhiệm vụ đảm bảo rằng các hiến pháp, luật và quy định của các vùng lãnh thổ cấu thành Liên bang Nga tuân thủ Hiến pháp Nga và luật liên bang.

### Bổ nhiệm
Tổng thống bổ nhiệm những quan chức cấp cao. Đề cử của tổng thống được Quốc hội Liên bang phê chuẩn. Trước Hội đồng Liên bang, tổng thống trình đề nghị bổ nhiệm thẩm phán Tòa án Hiến pháp,Tòa án Tối cao và tổng kiểm sát trưởng. Đề nghị miễn nhiệm tổng kiểm sát trưởng cũng phải được trình trước Hội đồng Liên bang. Trước Duma Quốc gia, tổng thống trình đề nghị bổ nhiệm, miễn nhiệm chủ tịch Ngân hàng Trung ương.

### Lập pháp
Tổng thống có quyền quyền trình dự luật trước Quốc hội Liên bang và quyền ký ban hành hoặc phủ quyết dự luật. Tổng thống có quyền đình chỉ việc thi hành luật và quy định của các cơ quan hành pháp của các vùng lãnh thổ cấu thành Nga trái với Hiến pháp, luật liên bang hoặc nghĩa vụ quốc tế của Nga, hoặc vi phạm quyền con người, quyền dân sự và chính trị cho đến khi tòa án có thẩm quyền xem xét văn bản.
Tổng thống có quyền ban hành sắc lệnh, miễn là sắc lệnh đó không trái với luật liên bang và địa phương hiện hành, các điều ước quốc tế của Nga hoặc Hiến pháp Nga. Tổng thống có quyền ân xá, hoãn thi hành án liên bang, triệu tập và ngừng kỳ họp bất thường của Quốc hội Liên bang trong những trường hợp đặc biệt. Tổng thống quyết định tổ chức bầu cử Duma Quốc gia, giải tán Duma Quốc gia trong một số trường hợp và quyết định trưng cầu ý dân.

### Đối nội
Tổng thống có quyền quyết định những nguyên tắc cơ bản của chính sách đối nội về các mục tiêu, mục đích ngắn hạn, trung hạn và dài hạn. Trên thực tế, tổng thống quyết định chính sách đối nội cùng với thủ tướng và chính quyền liên bang. Tổng thống và Chính phủ Nga thi hành chính sách đối nội trong phạm vi thẩm quyền của mình. Tổng thống ban hành văn bản về dự thảo luật hiến pháp liên bang, dự luật liên bang và các lá thư giải thích lý do phủ quyết dự luật liên bang nhằm thể hiện quan điểm cơ bản của tổng thống về các vấn đề đối nội.

### Đối ngoại

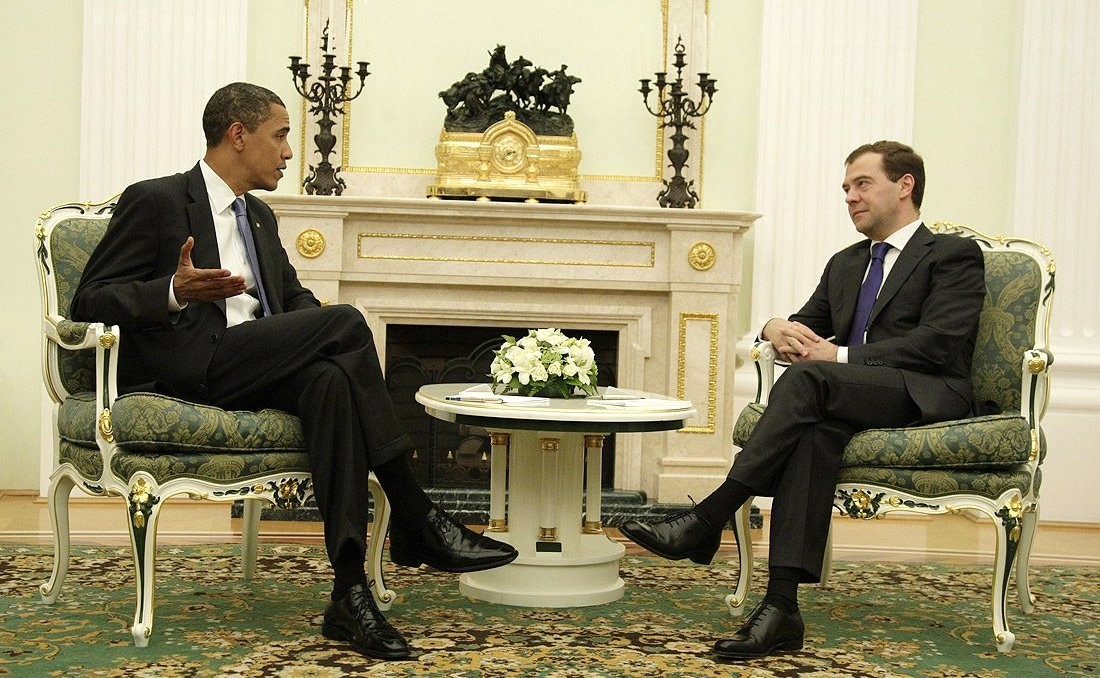
Tổng thống Nga Dmitry Medvedev và Tổng thống Hoa Kỳ Barack Obama vào năm 2009

Tổng thống thực hiện chính sách đối ngoại của Nga. Tổng thống quyết định quan hệ ngoại giao của Nga cùng với thủ tướng và chính phủ liên bang, thay mặt cho Nga về đối ngoại, tiến hành đàm phán và ký văn bản phê chuẩn điều ước quốc tế. Tổng thống bổ nhiệm và triệu hồi đại diện ngoại giao của Nga ở nước ngoài và các tổ chức quốc tế sau khi thảo luận với các ủy ban, hội đồng của hai viện Quốc hội Liên bang.

### Tổng tư lệnh

Huy hiệu tổng tư lệnh tối cao của tổng thống Nga

Điều 87 Hiến pháp Nga quy định tổng thống là tổng tư lệnh tối cao Lực lượng Vũ trang Liên bang Nga. Tổng thống ban hành các chỉ thị quân sự, xây dựng chính sách quốc phòng và bổ nhiệm Bộ tư lệnh tối cao Lực lượng Vũ trang Liên bang.
Ngoài ra, tổng thống có quyền ra lệnh tổng động viên hoặc động viên cục bộ, ra lệnh thiết quân luật, chỉ huy ngành công nghiệp chiến tranh và ban hành các quy định về chiến tranh.

### Nghi lễ
Tổng thống tặng thưởng giải thưởng huân chương, huy chương, các giải thưởng nhà nước, danh hiệu vinh dự nhà nước của Nga cho những cá nhân có đóng góp trong các lĩnh vực quốc phòng, xây dựng nhà nước, kinh tế, khoa học, văn hóa, nghệ thuật, giáo dục, y tế , an toàn công cộng, bảo vệ quyền và từ thiện. Các giải thưởng nhà nước của Nga bao gồm danh hiệu Anh hùng Liên bang Nga, Anh hùng Lao động Liên bang Nga. Tổng thống có quyền thành lập các danh hiệu, giải thưởng nhà nước mới và là người tặng thưởng những danh hiệu này trong một buổi lễ chính thức. Ủy ban Giải thưởng Nhà nước giúp tổng thống đánh giá hồ sơ những người có khả năng được trao tặng giải thưởng.

## Nơi ở và làm việc chính thức

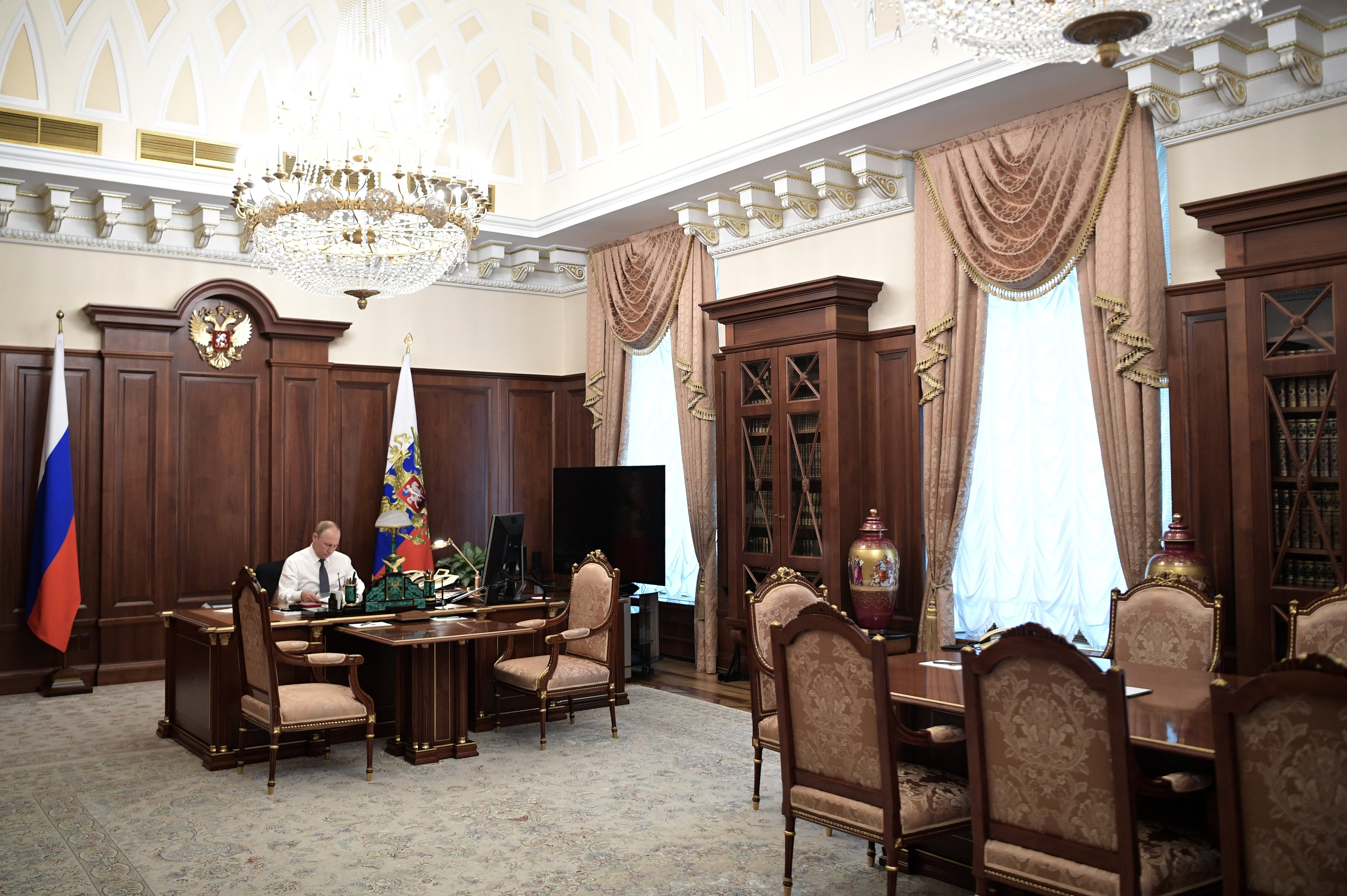
Vladimir Putin trong phòng làm việc

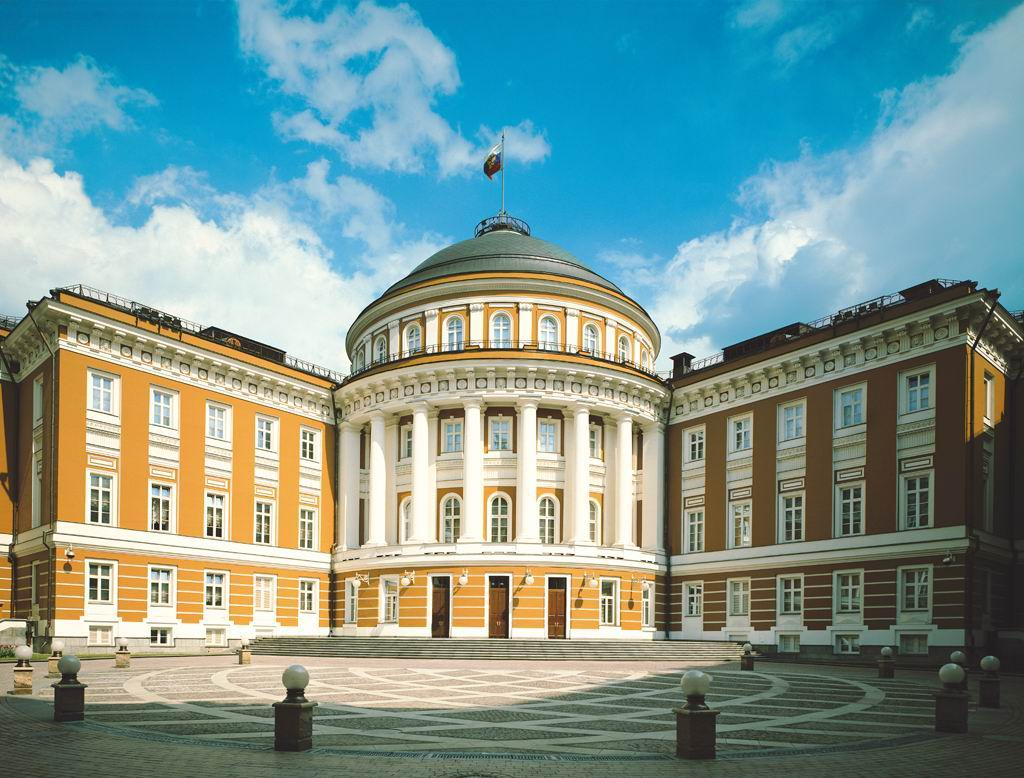
Thượng viện Điện Kremlin là nơi làm việc chính thức của tổng thống Nga.

Thượng viện Điện Kremli ở Moskva là nơi ở và làm việc chính của tổng thống (còn được gọi là Tòa nhà số 1). Đối với các buổi lễ và cuộc họp chính thức, tổng thống có thể sử dụng Đại Cung điện Kremli. Trước đây, tổng thống cũng có thể sử dụng Tòa nhà Hành chính số 14 như một nơi ở dự phòng nhưng tòa nhà bị dỡ vào năm 2016.
Tổng thống có một số nơi nghỉ dưỡng bên ngoài Moskva:
- Nhà công vụ của Rus ở Tver
- Cung điện Constantine ở Sankt-Peterburg, được phục dựng nhân kỷ niệm 300 năm thành lập Sankt-Peterburg
- Bocharov Ruchey ở Sochi, là biệt thự mùa hè của tổng thống
- Chupa Shuyskaya, cách Petrozavodsk 25 km
- Dolgiye Borody, cách Valday, Novgorod 20 km
- Viện điều dưỡng Volzhskiy Utyos trên bờ Hồ chứa Kuybyshev
- Trung tâm du lịch Tantal trên bờ sông Volga, cách Saratov 25 km
- Sosny trên bờ sông Yenisei, gần Krasnoyarsk.[36]
- Hutora Angarskie, cách Irkutsk 47 km
- Maly istok ở Yekaterinburg

## Di chuyển

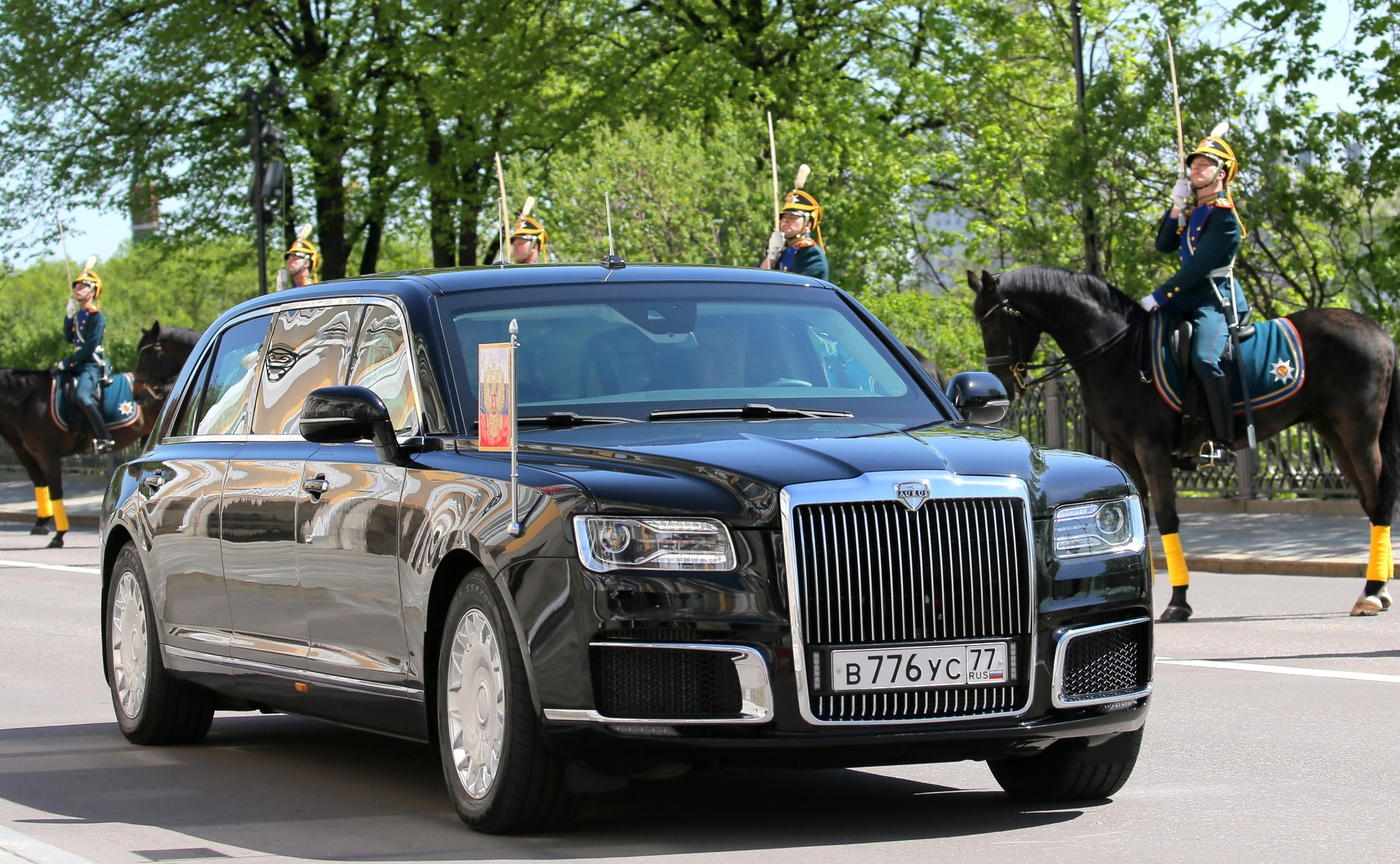
Aurus Senat – xe ô tô chính thức của tổng thống Nga

Gara chuyên dụng, một đơn vị trực thuộc Cơ quan Bảo vệ Liên bang, cung cấp phương tiện di chuyển cho tổng thống và xe ô tô công vụ của tổng thống.
- Limousine
  - Aurus Senat – xe chính
  - Mercedes-Benz S600 Pullman Guard
- Xe hộ tống
  - Mercedes-Benz (bao gồm G-Class)
  - Chevrolet
- Xe mô tô hộ tống danh dự
  - BMW

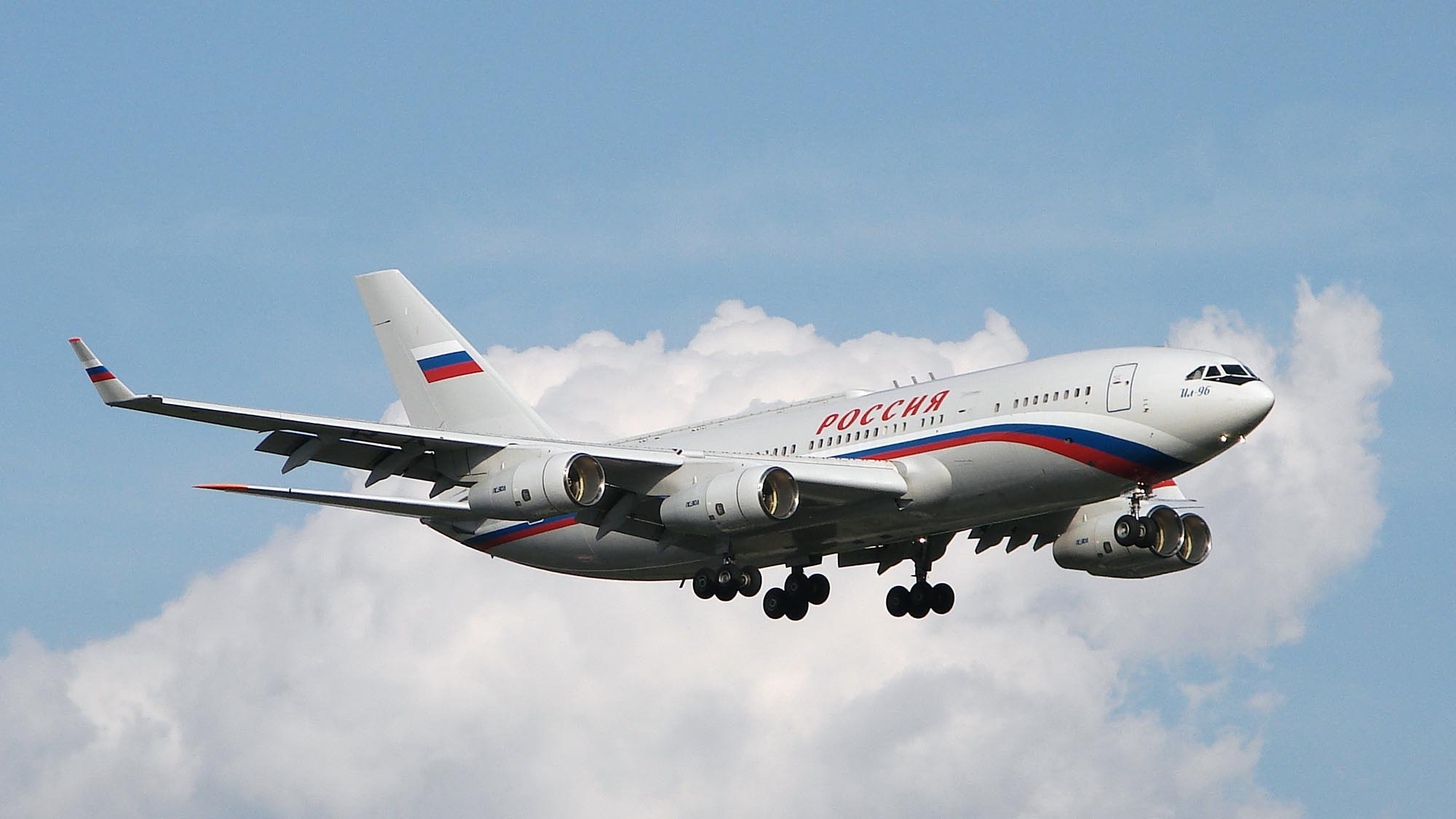
Il-96 – chuyên cơ tổng thống Nga

Hãng hàng không Rossiya thực hiện chuyến bay chuyên cơ của tổng thống.
- Đối với chuyến bay đường dài:
  - Ilyushin Il-96-300PU (đường dài) – máy bay chính
  - Ilyushin Il-62 M (đường dài)
  - Dassault Falcon 900 (đường dài)
  - Tupolev Tu-154 (tầm trung)
  - Yakovlev Yak-40 (tầm ngắn)
  - Tupolev Tu-214PU
- Máy bay trực thăng:
  - Mil Mi-8

Năm 2013, một bãi đáp máy bay trực thăng được xây dựng tại Điện Kremli với chi phí xây dựng là 200 triệu rúp Nga (khoảng 6,4 triệu đô la Mỹ), nằm trong Vườn Tainitsky gần các bức tường bên ngoài.

## Hậu mãn nhiệm

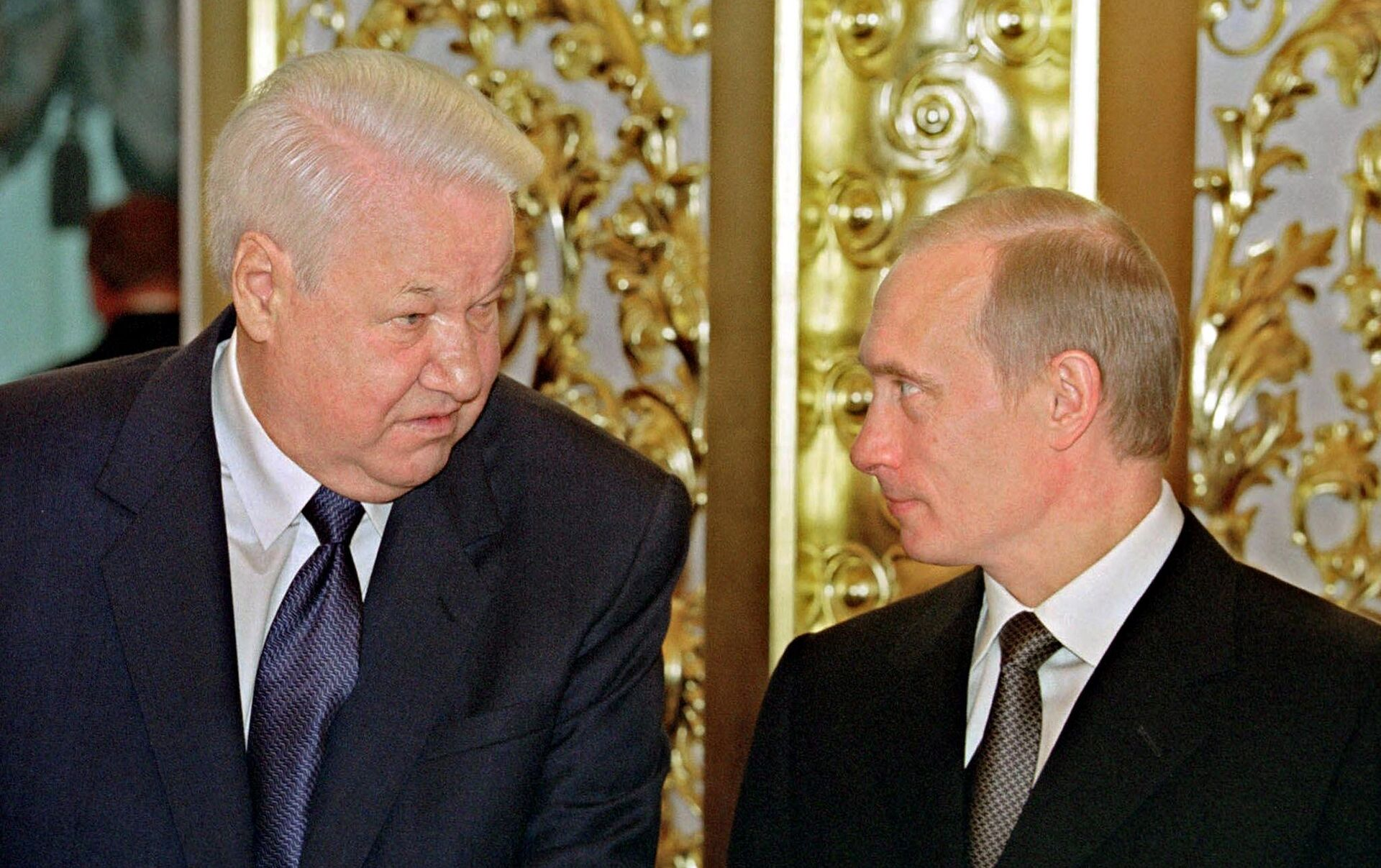
Tổng thống Vladimir Putin và nguyên tổng thống Boris Yeltsin vào ngày 12 tháng 6 năm 2001

Năm 2020, Hiến pháp Nga được sửa đổi, quy định nguyên tổng thống được hưởng quyền miễn trừ, trừ khi bị bãi nhiệm theo thủ tục luận tội. Quyền miễn trừ này có thể bị bãi bỏ theo quy trình tương tự như thủ tục luận tội. Ngoài ra, nguyên tổng thống có quyền làm thành viên Hội đồng Liên bang suốt đời, trừ khi bị bãi nhiệm theo thủ tục luận tội.

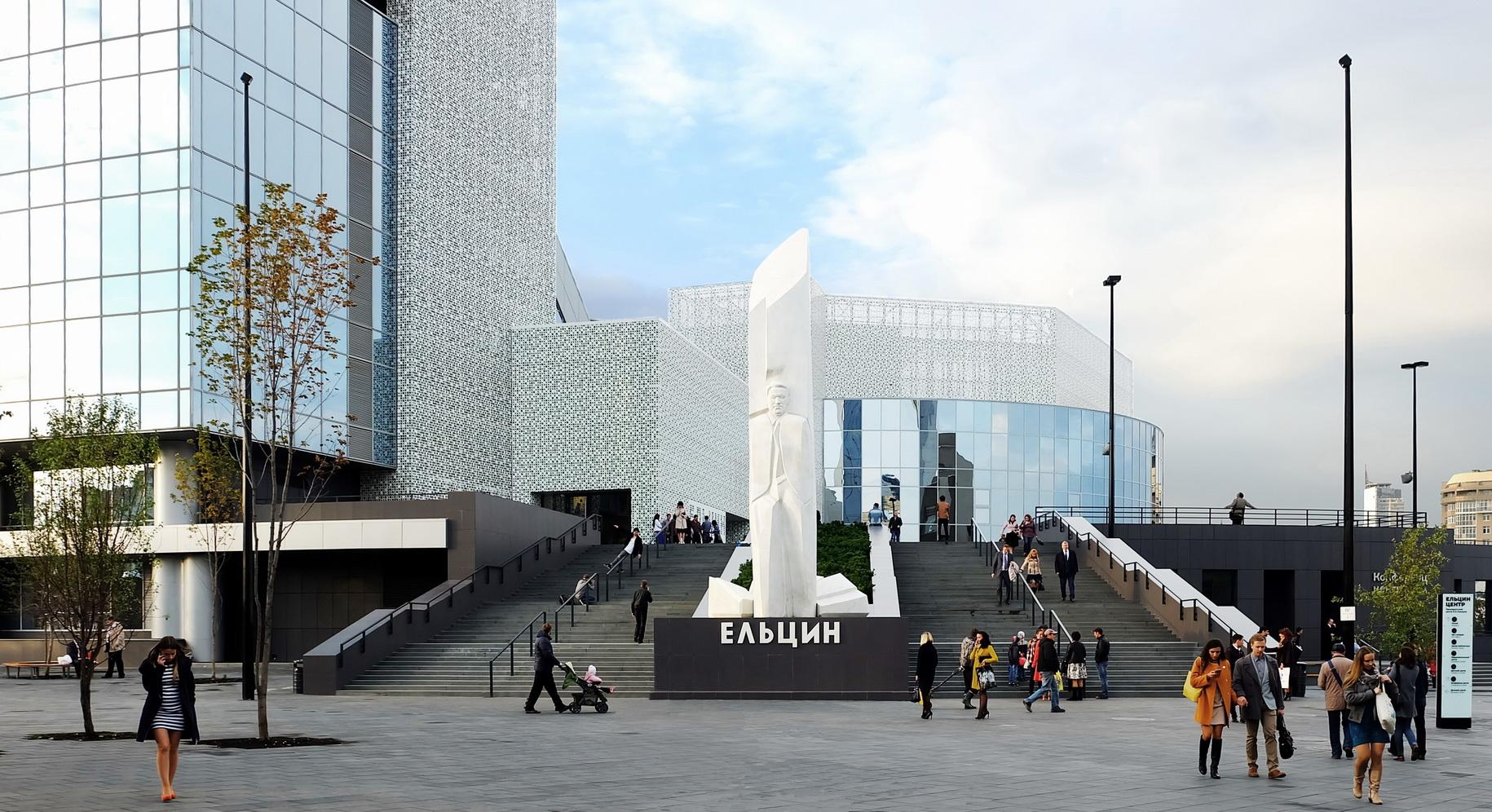
Trung tâm Tổng thống Boris Yeltsin, Yekaterinburg

## Danh sách tổng thống Nga
| Tên                                 | Nhiệm kỳ      | Thời gian nhiệm kỳ |
| ----------------------------------- | ------------- | ------------------ |
| Boris Yeltsin                       | 1991–1999     | 8 năm, 5 ngày      |
| Vladimir Putin (nhiệm kỳ 1 và 2)    | 2000–2008     | 8 năm, 0 ngày      |
| Dmitry Medvedev                     | 2008–2012     | 4 năm, 0 ngày      |
| Vladimir Putin (nhiệm kỳ 3, 4 và 5) | 2012–hiện tại | 12 năm, 320 ngày   |